# Rocket Factory Augsburg
Rocket Factory Augsburg AG (RFA) is een Duits bedrijf dat draagraketten voor de ruimtevaart ontwerpt en lanceert.
De eerste raket van Rocket Factory Augsburg is de lichte klasse drietrapsraket RFA One.

## Geschiedenis
Rocket Factory Augsburg GmbH werd in 2018 als een spin-off van OHB SE opgericht door Jörn Spurmann (CCO van RFA), Stefan Brieschenk (COO van RFA), Hans Steiniger (CEO van MT Aerospace) en Marco Fuchs (CEO van OHB SE). Zij maakten sinds 2021 toen het bedrijf zich omvormde tot een naamloze vennootschap, samen met Dr. Stefan Tweraser (CEO van RFA) en Jean-Jacques Dordain (voorzitter), deel uit van Raad van bestuur. OHB SE is strategisch investeerder, Apollo Capital Partners GmbH is een financieel investeerder. In maart 2021 verhuisde RFA naar hun nieuwe hoofdkwartier in Augsburg.
In april 2022 won RFA de tweede ronde van de "DLR microlauncher competition". Als deel van dit contract zal RFA met de twee eerste RFA One vluchten 150 kg lanceren voor het Deutsches Zentrum für Luft- und Raumfahrt (DLR). RFA krijgt 11 miljoen euro voor de ontwikkeling van zijn raket.
In augustus 2023 vroeg OHB aan investeringsbereidheid Kohlberg Kravis Roberts & Co. (KKR) om het bedrijf volledig in private handen te krijgen, en de aandelen die niet in handen waren van de familie Fuchs (OHB) op te kopen. In augustus 2024 was deze deal nog niet rond.
In november 2024 was RFA een van de twee bedrijven (ArianeGroup was de andere) die in opdracht van ESA een conceptontwerp voor een herbruikbare super heavy lift raket ontwikkelden. Dit was onderdeel van ESA’s European Reusable and Cost Effective Heavy Lift Transportation Investigation (door ESA op curieuze wijze afgekort tot PROTEIN).
Op 16 januari 2025 verkreeg RFA als eerste private onderneming een licentie om vanuit een in Europa gelegen ruimtehaven raketten te lanceren. De licentie behelst toestemming voor maximaal tien lanceringen per jaar vanaf Saxaford Spaceport.
In april 2025 verving Dr. Indulis Kalnins Dr. Stefan Tweraser als CEO.

## Producten
Anno 2022 werkt RFA aan zijn eerste raket, de RFA One, een drie-traps lichte klasse draagraket die RFA in serie wil produceren. Verschillende testen met de motoren alsook de druktest van de eerste trap verliepen succesvol. De eerste vlucht is gepland voor eind 2025. Terwijl bij de initiële vluchten de eerste trap een wegwerpproduct is het de bedoeling die verder door te ontwikkelen tot een herbruikbare trap.
In september 2023 kondigde RFA aan een consortium te leiden die met het Argo space station resupply vehicle een aanvraag had ingediend om mee te dingen naar European Space Agency’s Commercial Cargo Transportation Initiative (CCTI).
In oktober 2023 kondigde RFA EVA aan, een samenwerkingsverband met de Duitse bedrijven Yuri en  ATMOS Space Cargo om als eerste ter wereld totaaloplossingen te leveren voor microzwaartekracht diensten voor biotechnologie. Yuri zorgt voor bioreactoren en ATMOS voor de Phoenix-capsule die terugkeert naar de aarde.

## Locaties

### Hoofdkantoor
RFA heeft zijn hoofdkantoor in Augsburg, een stad in de buurt van München. Sinds maart 2021, ligt de voornaamste fabriek aan de Berliner Allee 65, Augsburg.

### Zweden
RFA heeft een team gestationeerd op het ontwikkelings- en test-terrein Esrange in Kiruna, Zweden.

### Portugal
Sinds juni 2021 heeft RFA ook een Portugese afdeling, "RFA Portugal Unipessoal LDA", in Matosinhos. Het ontwikkelt en kwalificeert onderdelen van composietmaterialen voor de RFA ONE in samenwerking met het technology center CEiiA.

### Noorwegen
RFA tekende in april 2021 een driejarig contract met het Noorse Andøya Spaceport om van daaruit te lanceren.

### Schotland
In januari 2023, kondigden RFA aan dat exclusieve toegang had verkregen tot het Launch Pad Fredo van de SaxaVord Spaceport in Schotland. RFA meldde dat het een meerjarig partnerschap was aangegaan met SaxaVord dat een “double-digit million pound investment” inhield. RFA zal de site gebruiken voor het lanceren van de RFA ONE in polaire en zon-synchrone baan. De eerste vlucht van de RFA ONE zal ook vanuit SaxaVord plaats vinden.

### Australië
In februari 2022, sloot RFA een afspraak met Southern Launcher voor het lanceren in polaire en heliosynchrone baan vanaf Whalers Way Orbital Launch Complex, in het zuiden van Australië.

### Frans Guyana
CNES, het Franse ruimtevaart agentschap verbouwt het voormalige Diamant lanceercomplex op het Centre Spatial Guyanais tot een multi-user complex voor lichte raketten genaamd ELM. RFA is een van de drie bedrijven die anno juli 2024 is gecontracteerd voor het gebruiken van dit platform.